# Malab asz-Szochada
Malab asz-Szochada (arab. ‏ملعب الشهداء‎) – piłkarski stadion w mieście Ta’izz w Jemenie. Pojemność stadionu wynosi 15 000 widzów. Swoje spotkania rozgrywają na nim piłkarze klubów: Al Ahli Ta'izz, Al Rasheed, Al Saqr, Taliat Ta'izz.